# Will Thorp
Will Thorp es un actor inglés, conocido por haber interpretado a Woody Joyner en Casualty y a Chris Gray en Coronation Street.

## Biografía
Tiene un hermano llamado, Stewart.
En el 2003 se casó con Samantha, una intérprete de lenguaje, la pareja tuvo dos hijos, sin embargo se divorciaron.
Desde enero del 2011 sale con la actriz Samia Smith, a quien conoció en la serie Coronation Street.

## Carrera
Will en ocasiones es lector regular de audiolibros entre ellos las novelas de Doctor Who: Forever Autumn, Sick Building y  Peacemaker and The Krillitane Storm. Otros audiolibros leídos por Will son The Knife That Killed Me, Hyperpsychoreality Syndorme, Baboon, Buy-ology, The Kill Call, Click, Who Runs Britain? y The Spook's Curse.
En 2004 se unió a la serie Casualty donde interpretó al paramédico Paul "Woody" Joyner hasta el 2005.
En 2005 participó en la tercera temporada del programa de baile Strictly Come Dancing su pareja fue la bailarina Hanna Haarala y quedaron en séptimo lugar.
En 2006 apareció como invitado en dos episodios de la serie Doctor Who, El planeta imposible y El foso de Satán, donde dio vida a Toby Zed.
En 2009 interpretó a Joe Butler en un episodio de la serie Law & Order: UK.
El 1 de julio de 2010 se unió como personaje recurrente a la exitosa serie británica Coronation Street donde interpreta al constructor Chris Gray, hasta el 21 de noviembre de 2011, después de decidiera irse de Weatherfield luego de que su mentiras fueran descubiertas y nadie quisiera tener nada más que ver con él. En el 2011 se anunció que Will dejaría la serie a principios del 2012 después de que su personaje sea diagnosticado con cáncer y decida irse de Waldford.
En el 2013 aparecerá como invitado en la serie médica Doctors donde interpretará a Matt Davis.

## Filmografía

### Series de televisión
| Año         | Título                   | Personaje               | Notas                                                      |
| ----------- | ------------------------ | ----------------------- | ---------------------------------------------------------- |
| 2015        | A.D. The Bible Continues | Cornelius, el Centurión | 11 episodios                                               |
| 2013        | Doctors                  | Matt Davis              | episodio "My Girl"                                         |
| 2012        | Scott & Bailey           | Detective Miller        | episodio # 2.8                                             |
| 2010 - 2011 | Coronation Street        | Chris Gray              | 108 episodios                                              |
| 2009        | Law & Order: UK          | Joe Butler              | episodio "Community Service"                               |
| 2006        | Doctor Who               | Toby Zed                | 2 episodios                                                |
| 2005        | Holby City               | Woody Joyner            | episodio "Casualty @ Holby City: Deny Thy Father - Part 2" |
| 2004 - 2005 | Casualty                 | Paul "Woody" Joyner     | 49 episodios                                               |
| 2005        | Casualty @ Holby City    | Paul "Woody" Joyner     | 2 episodios                                                |
| 2004        | The Courtroom            | Oficial David Wills     | episodio "Deep Cover"                                      |

### Películas
| Año  | Título                       | Papel                   | Notas                           |
| ---- | ---------------------------- | ----------------------- | ------------------------------- |
| 2008 | Hughie Green, Most Sincerely | Ejecutivo de Televisión | junto a Danny Webb              |
| 2005 | Friends & Crocodiles         | Hombre                  | junto a Damian Lewis            |
| 2005 | Jodie                        | -                       | corto - junto a Julie Berentsen |
| 2003 | Boys Will Be Boys            | Mark                    | -                               |

### Apariciones
| Año  | Título                              | Notas                     |
| ---- | ----------------------------------- | ------------------------- |
| 2005 | Strictly Come Dancing               | 6 episodios - concursante |
| 2005 | Strictly Come Dancing: It Takes Two | 7 episodios               |

### Teatro
| Año  | Obra                   | Personaje           | Teatro            |
| ---- | ---------------------- | ------------------- | ----------------- |
| 2008 | The Blue Room          | -                   | Haymarket Theatre |
| 2006 | Strangers on a Train   | -                   | -                 |
| 2004 | Much Ado About Nothing | Don John & Dogberry | -                 |
| 2002 | Robbers                | Teddy               | -                 |
| 2002 | Fire Down Under!       | Sam "Sambo"         | -                 |

## Premios y nominaciones
| Año  | Categoría    | Premio             | Serie             | Resultado |
| ---- | ------------ | ------------------ | ----------------- | --------- |
| 2011 | Sexiest Male | British Soap Award | Coronation Street | Nominado  |